# Campeonato Mundial de Xadrez de 1910 (Lasker-Janowski)

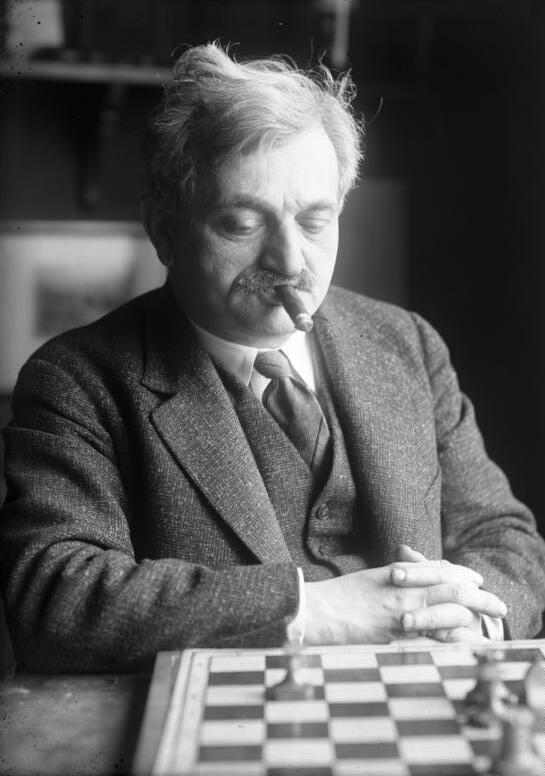
Fotografia do campeão Emanuel Lasker

O Campeonato Mundial de Xadrez de 1910 foi a 10ª edição da competição sendo disputada entre o desafiante Dawid Janowski e o atual campeão Emanuel Lasker. Assim como nos confrontos de 1907 e 1908 oito vitórias definiriam o campeão. Lasker venceu por 8+3=0- e manteve o título.

## Cenário inicial
Lasker e Janowski já haviam se enfrentado no final de 1909 numa série de 4 jogos em Paris com duas vitórias para cada lado e na ocasião ficou acordado as condições para uma disputa no ano seguinte, caso Lasker não perdesse o título para Schlechter no início do ano seguinte.

## A partida
Os jogos ocorreram em Berlim, entre 8 de novembro e 8 de dezembro de 1910, e apesar do resultado elástico até o quinto jogo Janowski ainda tinha chances de fazer frente ao campeão mundial. O desenvolvimento das outros jogos foi afetado pelo já desanimado oponente e apesar de alguns terem posições interessantes o nível foi considerado abaixo do confronto Lasker-Schlechter.

## Resultados
|                | 1 | 2 | 3 | 4 | 5 | 6 | 7 | 8 | 9 | 10 | 11 | Vitórias |
| -------------- | - | - | - | - | - | - | - | - | - | -- | -- | -------- |
| Emanuel Lasker | 1 | = | = | 1 | 1 | = | 1 | 1 | 1 | 1  | 1  | 8        |
| David Janowski | 0 | = | = | 0 | 0 | = | 0 | 0 | 0 | 0  | 0  | 0        |